# NJPW Anniversary Event
NJPW Anniversary Event es un evento anual de pago por visión producido por la empresa de lucha libre profesional New Japan Pro-Wrestling (NJPW), donde se celebra el aniversario del primer evento realizado por NJPW el 6 de marzo de 1972, acontecimiento que es conocido en Japón como el "alzamiento de la bandera". El evento se ha llevado a cabo anualmente desde su creación el año 2012, a excepción de los años 2015 y 2016 cuando el día 6 de marzo se celebró como parte de la New Japan Cup en su primer día de torneo, mientras que en 2020 el evento tuvo que ser cancelado como medida de precaución ante la epidemia de enfermedad por coronavirus de 2019-2020.
En sus primeras dos ediciones se llevó a cabo los primeros días de marzo desde el Pabellón Korakuen. Actualmente, desde 2014, se realiza el 6 de marzo desde el Ota City General Gymnasium, lugar donde se llevó a cabo el primer evento de NJPW y que corresponde al motivo de celebración.

## Fechas y lugares
| Evento                      | Fecha              | Lugar                      | Estadio | Asistencia                                                         | Evento principal                  |       |
| --------------------------- | ------------------ | -------------------------- | --- | ------------------------------------------------------------------ | --------------------------------- | ----- |
| NJPW 40th Anniversary Event | 4 de marzo de 2012 | Tokio, Japón               | Korakuen Hall                                                                                               | 2.040                                                              | Kazuchika Okada vs. Tetsuya Naito | [ 6 ] |
| NJPW 41th Anniversary Event | 3 de marzo de 2013 | 2.015                      | Hiroshi Tanahashi vs. Prince Devitt                                                                         | [ 7 ]                                                              |                                   |       |
| NJPW 42th Anniversary Event | 6 de marzo de 2014 | Ota City General Gymnasium | 4.200 | Kazuchika Okada vs. Kota Ibushi                                    | [ 8 ]                             |       |
| NJPW 45th Anniversary Event | 6 de marzo de 2017 | 3.896                      | Kazuchika Okada vs. Tiger Mask W                                                                            | [ 9 ]                                                              |                                   |       |
| NJPW 46th Anniversary Event | 6 de marzo de 2018 | 3.864                      | Kazuchika Okada vs. Will Ospreay                                                                            | [ 10 ]                                                             |                                   |       |
| NJPW 47th Anniversary Event | 6 de marzo de 2019 | 4.000                      | Jay White vs. Will Ospreay                                                                                  | [ 11 ]                                                             |                                   |       |
| NJPW 49th Anniversary Event | 4 de marzo de 2021 | Nippon Budokan             | 3.026 | Kota Ibushi vs. El Desperado                                       | [ 12 ]                            |       |
| NJPW 50th Anniversary Event | 1 de marzo de 2022 | 3.182                      | Kazuchika Okada, Hiroshi Tanahashi y Tatsumi Fujinami vs. Minoru Suzuki, Zack Sabre Jr. y Yoshiaki Fujiwara | [ 13 ]                                                             |                                   |       |
| NJPW 51th Anniversary Event | 6 de marzo de 2023 | Ota City General Gymnasium | 2.020 | Hirooki Goto y Yoshi-Hashi vs. Hiroshi Tanahashi y Kazuchika Okada | [ 14 ]                            |       |
| NJPW 52th Anniversary Event | 6 de marzo de 2024 | 3.008                      | Tetsuya Naito vs. SHO                                                                                       | [ 15 ]                                                             |                                   |       |
| NJPW 53th Anniversary Event | 6 de marzo de 2025 | 3.335                      | Hirooki Goto vs. Hiroshi Tanahashi                                                                          | [ 16 ]                                                             |                                   |       |

## Resultados

### 2012
NJPW 40th Anniversary Event tuvo lugar el 4 de marzo de 2012 desde el Korakuen Hall en Tokio, Japón.
En paréntesis se indica el tiempo de cada combate:
- Apollo 55 (Prince Devitt & Ryusuke Taguchi) y KUSHIDA derrotaron a Hiromu Takahashi, Takaaki Watanabe y Tama Tonga (11:10).
  - KUSHIDA cubrió a Watanabe después de un «Midnight Express».
- CHAOS (Tomohiro Ishii & Yoshi-Hashi) derrotaron a Captain New Japan y Tomoaki Honma (10:19).
  - Yoshi-Hashi cubrió a Captain New Japan después de un «Swanton Bomb».
- Jushin Thunder Liger y Tiger Mask IV derrotaron a CHAOS (Gedo & Jado) (8:36).
  - Liger cubrió a Gedo después de un «Tiger Suplex Hold».
- Seigigun (Wataru Inoue & Yuji Nagata) y Togi Makabe derrotaron a Suzuki-gun (Minoru Suzuki, Taichi & TAKA Michinoku) (12:35).
  - Nagata cubrió a Taichi después de un «Backdrop Suplex Hold».
- CHAOS (Takashi Iizuka & Toru Yano) derrotaron a TenKoji (Hiroyoshi Tenzan & Satoshi Kojima) (14:37).
  - Yano cubrió a Kojima después de un «Kirishima».
- CHAOS (Masato Tanaka, Shinsuke Nakamura & Yujiro Takahashi) derrotaron a Hirooki Goto, Hiroshi Tanahashi y Karl Anderson (14:18).
  - Nakamura cubrió a Anderson después de un «Boma Ye».
- Kazuchika Okada (con Gedo) derrotó a Tetsuya Naito y retuvo el Campeonato Peso Pesado de la IWGP (28:50).
  - Okada cubrió a Naito después de un «Rainmaker».

### 2013
NJPW 41th Anniversary Event tuvo lugar el 3 de marzo de 2013 desde el Korakuen Hall en Tokio, Japón.
En paréntesis se indica el tiempo de cada combate:
- Hiromu Takahashi y Takaaki Watanabe derrotaron a Sho Tanaka y Yohei Komatsu (8:43).
  - Hiromu forzó a Komatsu a rendirse con un «Single-Leg Boston Crab».
- Hirooki Goto, Karl Anderson, Ryusuke Taguchi y Tama Tonga derrotaron a Seigigun (Super Strong Machine, Wataru Inoue & Yuji Nagata) y Captain New Japan (9:23).
  - Anderson cubrió a Captain New Japan después de un «Gun Stun».
- Time Splitters (Alex Shelley & KUSHIDA) derrotaron a Jushin Thunder Liger y Tiger Mask IV y retuvieron el Campeonato en Parejas Peso Pesado Junior de la IWGP (11:22).
  - Shelley cubrió a Mask después de un «Shelley Clutch».
- TenKoji (Hiroyoshi Tenzan & Satoshi Kojima), Manabu Nakanishi y Togi Makabe derrotaron a CHAOS (Takashi Iizuka, Toru Yano, Yoshi-Hashi & Yujiro Takahashi) por descalificación (12:27).
  - Yoshi-Hashi fue descalificado.
- Suzuki-gun (Davey Boy Smith Jr., Kengo Mashimo, Minoru Suzuki & TAKA Michinoku) derrotaron a CHAOS (Gedo, Jado, Kazuchika Okada & Tomohiro Ishii) en un Tag Team Elimination Match (19:50).
  - Okada forzó a TAKA a rendirse con un «Modified Camel Clutch» (10:04).
  - Smith Jr. forzó a Jado a rendirse con un «Sharpshooter» (11:40).
  - Smith Jr. cubrió a Gedo después de un «Jumping Powerbomb» (12:11).
  - Ishii eliminó a Smith Jr. después de lanzarlo por encima de la tercera cuerda (14:01).
  - Ishii y Mashimo se eliminaron entre sí al caer por encima de la tercera cuerda (16:44).
  - Suzuki eliminó a Okada después de lanzarlo por encima de la tercera cuerda (19:50).
- Shinsuke Nakamura derrotó a Lance Archer y retuvo el Campeonato Intercontinental de la IWGP (15:01).
  - Nakamura cubrió a Archer después de un «Boma Ye».
- El Campeón Peso Pesado de la IWGP Hiroshi Tanahashi derrotó al Campeón Peso Pesado Junior de la IWGP Prince Devitt (17:43).
  - Tanahashi cubrió a Devitt después de un «High Fly Flow».
  - Ninguno de los dos campeonatos estaban en juego.

### 2014
NJPW 42th Anniversary Event tuvo lugar el 6 de marzo de 2014 desde el Ota City General Gymnasium en Tokio, Japón.
En paréntesis se indica el tiempo de cada combate:
- Suzuki-gun (Minoru Suzuki & Taichi) derrotaron a Sho Tanaka y Yohei Komatsu (7:23).
  - Suzuki forzó a Komatsu a rendirse con un «Chickenwing Arm Lock».
- KUSHIDA y Manabu Nakanishi derrotaron a CHAOS (Gedo & Jado) (11:02).
  - KUSHIDA cubrió a Gedo después de un «Midnight Express».
- Jushin Thunder Liger, Super Strong Machine y Tiger Mask IV derrotaron a Bushi, Captain New Japan y El Desperado (8:32).
  - Liger cubrió a Bushi después de un «Vertical-Drop Brainbuster».
- Bullet Club (Bad Luck Fale, Prince Devitt & Tama Tonga) derrotaron a Great Bash Heel (Togi Makabe & Tomoaki Honma) y Ryusuke Taguchi (9:28).
  - Fale cubrió Honma después de un «Bad Luck Fall».
- TenKoji (Hiroyoshi Tenzan & Satoshi Kojima), Kazushi Sakuraba y Yuji Nagata derrotaron a CHAOS (Takashi Iizuka, Toru Yano, Yoshi-Hashi & Yujiro Takahashi) (10:16).
  - Kojima cubrió Yoshi-Hashi después de un «Lariat».
- Hirooki Goto y Katsuyori Shibata derrotaron a Bullet Club (Doc Gallows & Karl Anderson) (8:58).
  - Goto cubrió a Anderson después de un «Shouten Kai».
- CHAOS (Shinsuke Nakamura & Tomohiro Ishii) derrotaron a Hiroshi Tanahashi y Tetsuya Naito (16:20).
  - Ishii cubrió a Naito después de un «Vertical-Drop Brainbuster».
- El Campeón Peso Pesado de la IWGP Kazuchika Okada (con Gedo) derrotó al Campeón Peso Pesado Junior de la IWGP Kota Ibushi (18:41).
  - Okada cubrió a Ibushi después de un «Rainmaker».
  - Ninguno de los dos campeonatos estaban en juego.

### 2017
NJPW 45th Anniversary Event tuvo lugar el 6 de marzo de 2017 desde el Ota City General Gymnasium en Tokio, Japón.
En paréntesis se indica el tiempo de cada combate:
- Manabu Nakanishi derrotó a Tomoyuki Oka (7:19).
  - Nakanishi forzó a Oka a rendirse con un «Argentine backbreaker rack».
- CHAOS (Gedo, Hirooki Goto, Jado & Yoshi-Hashi) derrotaron a Suzuki-gun (Davey Boy Smith Jr., El Desperado, Minoru Suzuki & TAKA Michinoku) (8:47).
  - Yoshi-Hashi forzó a TAKA a rendirse con un «Butterfly lock».
- Bullet Club (Bad Luck Fale, Kenny Omega, Tama Tonga, Tanga Loa & Yujiro Takahashi) derrotaron a David Finlay, Jushin Thunder Liger, Tiger Mask IV, Togi Makabe y Yuji Nagata (11:16).
  - Fale cubrió a Finlay después de un «Grenade».
- Suzuki-gun (Taichi & Yoshinobu Kanemaru) derrotaron a Roppongi Vice (Beretta & Rocky Romero) y ganaron el Campeonato en Parejas Peso Pesado Junior de la IWGP (12:32).
  - Kanemaru cubrió Beretta después de un «Highball W».
- Zack Sabre Jr. derrotó a Katsuyori Shibata y ganó el Campeonato Peso Pesado Británico (12:36).
  - Sabre cubrió Shibata después de un «PK».
  - Durante la lucha, Suzuki-gun (Minoru Suzuki & Davey Boy Smith Jr.) intervino a favor de Sabre.
  - Después de la lucha, Sabre se unió a Suzuki-gun.
- Tencozy (Hiroyoshi Tenzan & Satoshi Kojima) derrotaron a CHAOS (Tomohiro Ishii & Toru Yano) y ganaron el Campeonato en Parejas de la IWGP (12:28).
  - Kojima cubrió a Yano después de un «Lariat».
- Los Ingobernables de Japón (Bushi, Evil, Sanada & Tetsuya Naito) derrotaron a Hiroshi Tanahashi, Juice Robinson, Kushida y Michael Elgin (11:44).
  - Naito cubrió a Robinson después de un «Destino».
- Hiromu Takahashi derrotó a Ryusuke Taguchi y retuvo el Campeonato Peso Pesado Junior de la IWGP (17:45).
  - Hiromu cubrió a Taguchi después de un «Time bomb».
  - Después de la lucha, Kushida retó a Hiromu a una lucha por el campeonato luego de que este buscó a algún retador a su título.
- Kazuchika Okada (con Gedo) derrotó a Tiger Mask W (27:03).
  - Okada cubrió a Mask después de un «Rainmaker».
  - El Campeonato Peso Pesado de la IWGP de Okada no estuvo en juego.

### 2018
NJPW 46th Anniversary Event tuvo lugar el 6 de marzo de 2018 desde el Ota City General Gymnasium en Tokio, Japón.
En paréntesis se indica el tiempo de cada combate:
- Hiroyoshi Tenzan, Jushin Thunder Liger, KUSHIDA, Ryusuke Taguchi y Tiger Mask IV derrotaron a Ren Narita, Shota Umino, Tetsuhiro Yagi, Tomoyuki Oka y Yuji Nagata (7:31).
  - KUSHIDA forzó a Umino a rendirse con un «Arm Lock Cross Hold».
- CHAOS (Hirooki Goto, Tomohiro Ishii & Toru Yano) derrotaron a David Finlay, Juice Robinson & Toa Henare (7:41).
  - Goto cubrió a Henare después de un «GTR».
- Suzuki-gun (El Desperado & Yoshinobu Kanemaru) derrotaron a Roppongi 3K (Sho & Yoh) (c) y Los Ingobernables de Japón (Bushi & Hiromu Takahashi) y ganaron el Campeonato en Parejas Peso Pesado Junior de la IWGP (16:34). 
  - El Desperado cubrió a Sho después de un «El es culero».
- Sanada derrotó a Yoshi-Hashi (17:38).
  - Sanada cubrió Yoshi-Hashi después de un «Rounding Body Press».
- Tetsuya Naito derrotó a Taichi (14:07).
  - Naito cubrió a Taichi después de un «Destino».
- Minoru Suzuki derrotó a Togi Makabe y retuvo el Campeonato Intercontinental de la IWGP (19:04).
  - Suzuki cubrió a Makabe después de un «Gotch Style Piledriver».
- El Campeón Peso Pesado de la IWGP Kazuchika Okada (con Gedo) derrotó al Campeón Peso Pesado Junior de la IWGP Will Ospreay (25:25).
  - Okada cubrió a Ospreay después de un «Rainmaker».
  - Ninguno de los dos campeonatos estaban en juego.

### 2019
NJPW 47th Anniversary Event tuvo lugar el 6 de marzo de 2019 desde el Ota City General Gymnasium en Tokio, Japón.
En paréntesis se indica el tiempo de cada combate:
- Bullet Club (Hikuleo, Chase Owens, Tanga Loa, Tama Tonga & Bad Luck Fale) derrotaron a Ren Narita, Shota Umino, Ayato Yoshida, Toru Yano y Togi Makabe (9:12).
  - Owens cubrió a Yoshida después de un «Package Driver».
- CHAOS (Yoshi-Hashi & Tomohiro Ishii) derrotaron a Toa Henare y Yuji Nagata (12:09).
  - Yoshi-Hashi cubrió a Henare después de un «Kumagoroshi».
- Dragon Lee, Ryusuke Taguchi, Tiger Mask IV, Tomoaki Honma y Satoshi Kojima derrotaron a Suzuki-gun (Taka Michinoku, El Desperado, Yoshinobu Kanemaru, Taichi & Minoru Suzuki) (11:05).
  - Taguchi cubrió a Michinoku después de un «Dodon».
- Roppongi 3K (Sho & Yoh) derrotaron a Los Ingobernables de Japón (Shingo Takagi & Bushi) y ganaron el Campeonato en Parejas Peso Pesado Junior de la IWGP (16:51).
  - Sho cubrió a Bushi después de un «3K».
- Taiji Ishimori derrotó a Jushin Thunder Liger y retuvo el Campeonato Peso Pesado Junior de la IWGP (15:51).
  - Ishimori forzó a Liger a rendirse con un «Yes Lock».
  - Después de la lucha, Ishimori retó a cualquier luchador de ROH a un combate por el título en el evento G1 Supercard, pero en su lugar el reto fue aceptado por Dragon Lee en representación del CMLL.
- Hirooki Goto, Kazuchika Okada y Hiroshi Tanahashi derrotaron a Los Ingobernables de Japón (Sanada, Evil & Tetsuya Naito) (12:58).
  - Goto cubrió a Sanada después de un «Goto shiki».
- El Campeón Peso Pesado de la IWGP Jay White (con Gedo) derrotó al Campeón de Peso Abierto NEVER Will Ospreay (29:07).
  - White cubrió a Ospreay después de un «Blade Runner».
  - Ninguno de los dos campeonatos estuvo en juego.
  - Después de la lucha, White intentó atacar a Ospreay con una silla pero fue detenido por Kota Ibushi. Luego, el resto del Bullet Club salió para atacar a Ibushi pero fueron detenidos por Goto, Okada y Tanahashi.

### 2021
NJPW 49th Anniversary Event tuvo lugar el 4 de marzo de 2021 desde el Nippon Budokan en Tokio, Japón.
En paréntesis se indica el tiempo de cada combate:
- Master Wato, Gabriel Kidd, Tomoaki Honma y Hirooki Goto derrotaron a Suzuki-gun (Taichi, Minoru Suzuki, Zack Sabre Jr. & DOUKI) (10:39).
  - Goto cubrió a DOUKI después de un «GTR».
- Bullet Club (EVIL, KENTA, Chase Owens, Jay White & Taiji Ishimori) (con Gedo y Dick Togo) derrotaron a Taguchi Japan (Hiroshi Tanahashi, Juice Robinson, David Finlay, Toa Henare & Ryusuke Taguchi) (7:39).
  - EVIL cubrió a Taguchi después de un «Everything is Evil».
- CHAOS (SHO, Tomohiro Ishii & Kazuchika Okada) derrotaron a Los Ingobernables de Japón (BUSHI, SANADA & Shingo Takagi) (9:13).
  - SHO cubrió a BUSHI después de un «Shock Arrow».
- Jeff Cobb derrotó a Satoshi Kojima y avanzó a octavos de final de la New Japan Cup 2021 (11:50).
  - Cobb cubrió a Kojima después de un «Tour of the Islands».
- Great-O-Khan derrotó a Tetsuya Naito y avanzó a octavos de final de la New Japan Cup 2021 (20:20).
  - El árbitro declaró a Great-O-Khan como el ganador al decretar que Naito no podía continuar por quedar inconsciente.
- Kota Ibushi derrotó a El Desperado y retuvo el Campeonato Peso Pesado de la IWGP y Campeonato Intercontinental de la IWGP (20:36).
  - Ibushi cubrió a El Desperado después de un «Kamigoye».
  - El Campeonato Peso Pesado Junior de la IWGP de El Desperado no estuvo en juego.
  - Esta fue la última defensa de ambos campeonatos antes de su unificación en el Campeonato Mundial Peso Pesado de la IWGP.

### 2022
NJPW 50th Anniversary Event tuvo lugar el 1 de marzo de 2022 desde el Nippon Budokan en Tokio, Japón.
En paréntesis se indica el tiempo de cada combate:
- House of Torture (SHO, Yujiro Takahashi & EVIL) (con Dick Togo) derrotaron a Tiger Mask IV, YOH y Ryohei Oiwa (6:35).
  - Takahashi cubrió a Oiwa después de un «Pimp Juice».
- Bullet Club (El Phantasmo, Taiji Ishimori & Bad Luck Fale) derrotaron a Suzuki-gun (Taichi & TAKA Michinoku) y Minoru Tanaka (9:50).
  - El Phantasmo cubrió a Michinoku después de un «Thunder Kiss '86».
- STRONGHEARTS (El Lindaman, T-Hawk & CIMA) derrotaron a Suzuki-gun (El Desperado, Yoshinobu Kanemaru & DOUKI) (9:22).
  - CIMA cubrió a DOUKI después de un «Meteora».
- United Empire (Aaron Henare, Jeff Cobb, Will Ospreay & Great-O-Khan) derrotaron a Yuji Nagata, Satoshi Kojima, Yuto Nakashima y Kosei Fujita (9:20).
  - O-Khan cubrió a Fujita después de un «Eliminator».
- Los Ingobernables de Japón (BUSHI, Hiromu Takahashi, Shingo Takagi, Tetsuya Naito & SANADA) derrotaron a Shiro Koshinaka, Toru Yano, Tomohiro Ishii, Tomoaki Honma y Togi Makabe (12:38).
  - Takagi cubrió a Honma después de un «Last of the Dragon».
- Los Campeones en Parejas de la IWGP Bishamon (Hirooki Goto & YOSHI-HASHI) derrotaron a Los Campeones en Parejas Peso Pesado Junior de la IWGP Six or Nine (Master Wato & Ryusuke Taguchi) (15:04).
  - Goto cubrió a Taguchi después de un «Shoto».
  - Ninguno de los dos campeonatos estaban en juego.
- Kazuchika Okada, Hiroshi Tanahashi y Tatsumi Fujinami derrotaron a Suzuki-gun (Minoru Suzuki & Zack Sabre Jr.) y Yoshiaki Fujiwara (18:12).
  - Okada cubrió a Suzuki después de un «Rainmaker».

### 2023
NJPW 51th Anniversary Event tuvo lugar el 6 de marzo de 2023 desde el Ota City General Gymnasium en Tokio, Japón.
En paréntesis se indica el tiempo de cada combate:
- Bullet Club (El Phantasmo & KENTA) derrotaron a TMDK (Kosei Fujita & Zack Sabre Jr.) (9:20).
  - KENTA forzó a Fujita a rendirse con un «Game Over».
- United Empire (Kyle Fletcher, Mark Davis & Will Ospreay) derrotaron a Satoshi Kojima, Toru Yano y Tama Tonga (con Jado) (8:31).
  - Fletcher cubrió a Kojima después de un «Corealis».
- Strong Style (El Desperado, Minoru Suzuki & Ren Narita) derrotaron a House of Torture (Dick Togo, SHO & EVIL) (8:08).
  - El Desperado cubrió a Togo después de un «Pinche Loco».
  - El Campeonato en Parejas de Peso Abierto 6-Man NEVER de Strong Style no estuvo en juego.
- United Empire (Aaron Henare, Great-O-Khan & Jeff Cobb) derrotaron a Los Ingobernables de Japón (SANADA, Shingo Takagi & Tetsuya Naito) (10:01).
  - Henare cubrió a Takagi después de un «Streets of Rage».
- Chaos (Lio Rush & YOH) derrotaron a Los Ingobernables de Japón (BUSHI & Hiromu Takahashi) (12:55).
  - Rush cubrió a BUSHI después de un «Final Hour».
- Shota Umino derrotó a Yujiro Takahashi y avanzó a octavos de final de la New Japan Cup 2023 (9:47).
  - Umino cubrió a Takahashi después de un «Death Rider».
- David Finlay (con Gedo) derrotó a Tomohiro Ishii y avanzó a octavos de final de la New Japan Cup 2023 (18:40).
  - Finlay cubrió a Ishii después de un «Trash Panda».
- Bishamon (Hirooki Goto & Yoshi-Hashi) derrotaron a Hiroshi Tanahashi & Kazuchika Okada y retuvieron el Campeonato en Parejas de la IWGP (20:17).
  - Yoshi-Hashi cubrió a Tanahashi después de un «Naraku».

### 2024
NJPW 52th Anniversary Event tuvo lugar el 6 de marzo de 2024 desde el Ota City General Gymnasium en Tokio, Japón.
En paréntesis se indica el tiempo de cada combate:
- United Empire (Great-O-Khan & Jeff Cobb) derrotaron a Tomoaki Honma y Tanga Loa (3:47).
  - Cobb cubrió a Honma después de un «Tour of the Islands».
- TMDK (Mikey Nicholls & Zack Sabre Jr.) derrotaron a Guerrillas of Destiny (El Phantasmo & Hikuleo) (8:24).
  - Nicholls cubrió a Phantasmo  después de un «Mikey Bomb».
- El Desperado, Tomohiro Ishii, Hirooki Goto y Boltin Oleg derrotaron a Los Ingobernables de Japón (BUSHI, Hiromu Takahashi, Yota Tsuji & Shingo Takagi) (7:43).
  - Desperado cubrió a BUSHI después de un «El Es Clero».
- United Empire (Callum Newman, Francesco Akira & TJP) derrotaron a Bullet Club War Dogs (Gedo, Gabe Kidd & David Finlay) (7:55).
  - Akira cubrió a Gedo después de un «2/2».
- Just 5 Guys (DOUKI, Yuya Uemura, Taichi Ishikari & SANADA) derrotaron a House of Torture (Dick Togo, Yoshinobu Kanemaru, Ren Narita & EVIL) (8:53).
  - Uemura cubrió a Togo después de un «Kannuki Suplex Hold».
- Toru Yano derrotó a Yujiro Takahashi por cuenta fuera y avanzó a octavos de final de la New Japan Cup 2024 (2:56).
  - Yano ganó la lucha después de que Takahashi no pudiera responder al conteo del árbitro.
- Yoshi-Hashi derrotó a KENTA y avanzó a octavos de final de la New Japan Cup 2024 (10:55).
  - Yoshi-Hashi cubrió a KENTA después de un «Topgari».
- Jack Perry derrotó a Shota Umino y avanzó a octavos de final de la New Japan Cup 2024 (12:20).
  - Perry cubrió a Umino después de un «Running Knee Attack».
  - Después de la lucha, Perry se unió a House of Torture.
- El Campeón Mundial Peso Pesado de la IWGP Tetsuya Naito derrotó al Campeón Peso Pesado Junior de la IWGP SHO (22:07).
  - Naito cubrió a SHO después de un «Destino».
  - Ninguno de los dos campeonatos estuvo en juego.

### 2025
NJPW 53th Anniversary Event tuvo lugar el 6 de marzo de 2025 desde el Ota City General Gymnasium en Tokio, Japón.
En paréntesis se indica el tiempo de cada combate:
- El Phantasmo derrotó a Master Wato y retuvo el Campeonato Televisivo de NJPW World (14:06).
  - El Phantasmo cubrió a Wato después de un «Thunderkiss '86».
- Bullet Club (Bad Luck Fale & Chase Owens) derrotaron a TMDK (Hartley Jackson & Ryohei Oiwa) (6:51).
  - Fale cubrió a Jackson después de un «Elbow Drop».
- Bullet Club War Dogs (Gedo, Taiji Ishimori & SANADA) derrotaron a Just 4 Guys (TAKA Michinoku, Taichi & Yuya Uemura) por descalificación (8:01).
  - Uemura fue descalificado después de que SANADA engañó al árbitro de haber recibido un golpe con una guitarra.
- House Of Torture (Ren Narita & Yoshinobu Kanemaru) y Bullet Club War Dogs (Drilla Moloney & Gabe Kidd) terminó sin resultado (1:50).
  - Los luchadores recibieron el conteo de 20 fuera del ring.
- Los Ingobernables de Japón (Hiromu Takahashi, Shingo Takagi, Tetsuya Naito & Yota Tsuji) derrotaron a House Of Torture (Dick Togo, EVIL, SHO & Yujiro Takahashi) (10:17).
  - Takahashi forzó a Togo a rendirse con un «Maximum the Holding».
- El Desperado derrotó a Francesco Akira y retuvo el Campeonato Peso Pesado Junior de la IWGP (24:37).
  - El Desperado forzó a Akira a rendirse con un «Numero Dos».
- Hirooki Goto derrotó a Hiroshi Tanahashi y retuvo el Campeonato Mundial Peso Pesado de la IWGP (20:16).
  - Goto cubrió a Tanahashi después de un «GTR».